# Issue
Issue (jap. イッシュ Issyu zapis stylizowany IS:SUE) – japoński czteroosobowy girlsband składający się z Nano, Rino, Yuuki i Rin, które wzięły udział w reality show Produce 101 Japan The Girls w 2023 roku. Fani grupy nazywani są REBORN (リボン).

## Nazwa
Nazwa grupy „IS:SUE” oddaje znaczenie „atrakcyjnej i wyjątkowej jednostki, która zawsze przyciąga uwagę i szum (ISSUE)”.

## Historia

### Od 2023: Produce 101 Japan The Girls, debiut i dalszy przebieg kariery
IS:SUE zostało utworzone przez cztery finalistki Produce 101 Japan The Girls z 2023 roku, Nano, Rino, Yuuki i Rin, które ostatecznie zostały wyeliminowane. Kiedy 29 marca 2024 roku ogłoszono, że cała czwórka dołączyła do Lapone Girls i utworzono oficjalny SNS, reakcja była natychmiastowa, a łączna liczba obserwujących przekroczyła 500 000.
Grupa zadebiutowała 19 czerwca 2024 roku singlem „1st IS:SUE”. Ich drugi singel „Welcome Strangers ~2nd IS:SUE~” został wydany 13 listopada.

## Członkinie
| Pseudonim | Pseudonim | Imię i nazwisko | Imię i nazwisko | Data urodzenia   | Miejsce urodzenia    | Narodowość | Uwagi                                                          |
| Nano      | ナノ      | Nano Kenmotsu   | 釼持 菜乃       | 27 sierpnia 2001 | prefektura Niigata   | Japonia    | W Produce 101 Japan The Girls zajęła 16 pozycję, liderka grupy |
| Rino      | リノ      | Rino Sakaguchi  | 坂口 梨乃       | 1 września 2003  | prefektura Kanagawa  | Japonia    | W Produce 101 Japan The Girls zajęła 12 pozycję                |
| Yuuki     | ユウキ    | Yuuki Tanaka    | 田中 優希       | 14 lutego 2004   | prefektura Kanagawa  | Japonia    | W Produce 101 Japan The Girls zajęła 15 pozycję                |
| Rin       | リン      | Rin Aita        | 会田 凛         | 8 lutego 2006    | prefektura Fukushima | Japonia    | W Produce 101 Japan The Girls zajęła 13 pozycję                |

## Dyskografia

### Single
| # | Tytuł                            | Rok  | Najwyższa pozycja | Sprzedaż | Certyfikat RIAJ | Album               |
| # | Tytuł                            | Rok  | JAP               | Sprzedaż | Certyfikat RIAJ | Album               |
| # | Tytuł                            | Rok  | Oricon            | Sprzedaż | Certyfikat RIAJ | Album               |
| - | -------------------------------- | ---- | ----------------- | -------- | --------------- | ------------------- |
| 1 | 1st IS:SUE                       | 2024 | 1                 | JPN:     | Złoto           | Singel spoza albumu |
| 2 | Welcome Strangers ～2nd IS:SUE～ | 2024 | 2                 | JPN:     |                 | Singel spoza albumu |

### Single promocyjne
| # | Tytuł          | Rok  | Najwyższa pozycja | Album                                     | Uwagi |
| # | Tytuł          | Rok  | JAP               | Album                                     | Uwagi |
| # | Tytuł          | Rok  | Billb.            | Album                                     | Uwagi |
| - | -------------- | ---- | ----------------- | ----------------------------------------- | ----- |
| 1 | Connect        | 2024 | 2                 | 1st IS:SUE (singel)                       |       |
| 2 | The Flash Girl | 2024 | 6                 | Welcome Strangers ～2nd IS:SUE～ (singel) |       |

## Wideografia

### Teledyski
| Tytuł            | Rok  | Reżyser | Przy. |
| ---------------- | ---- | ------- | ----- |
| „Connect”        | 2024 |         | [ 8 ] |
| „The Flash Girl” | 2024 |         | [ 9 ] |